# Edgedown
Edgedown (Eigenschreibweise: EDGEDOWN) ist eine deutsche Metal-Band aus dem oberbayerischen Freilassing. Die Band wird dem Heavy Metal bzw. Power Metal zugerechnet, wobei auch moderne Einflüsse vorhanden sind.

## Geschichte
Edgedown wurde im März 2008 von Andreas Meixner, Mathias Gaßner und Michael Zebhauser gegründet. Die ersten Auftritte wurden im selben Jahr, allerdings noch als Cover-Band gespielt. Seit 2009 wurde der Fokus aber auf selbstgeschriebenes Material gelegt – in diesem Jahr begannen die Aufnahmen zum 2010 erschienen Demo. Die unbetitelte 3-Track-Demo wurde mit einer Auflage von einigen hundert Stück selbst vertrieben.
Im gleichen Jahr kam auch der aktuelle Bassist, Stefan Rehrl, zur Band. Im Januar 2011 vervollständigte Edgedown ihr festes Line-Up mit Peter Ramspott am Schlagzeug. Daraufhin folgten einige Live-Shows, unter anderem als Support der Symphonic-Metal-Bands Epica und Serenity und auf dem Metalfest Austria Open Air (mit Saxon, Rage, Wintersun, Arch Enemy, Amon Amarth, uvm.).
In den Dreamsound Studios München (Serenity, Visions Of Atlantis, Graveworm, Panzerballett, Emergency Gate, Edenbridge, Lanfear uvm.) begannen Mitte 2012 die Arbeiten am Debütalbum Statues Fall, welches im selben Jahr fertiggestellt wurde. Mixing und Mastering wurde von Jan Vacik und seinem Team (Daniel Rehbein und Dejan Djukovic) durchgeführt. Als Special Guest konnte Georg Neuhauser (Serenity) für das Lied Live Together, or Die Alone gewonnen werden.
Im Sommer 2013 wurde der erste Vertrag mit dem renommierten deutschen Plattenlabel Massacre Records unterschrieben, auf welchem das Debütalbum Statues Fall am 25. April 2014 weltweit erscheint.

## Stil
Den musikalischen Stil von Edgedown kann man mit dem Begriff „Modern Heavy Metal“ umschreiben, da die Band durch Genregrößen wie Iron Maiden, Dio, Savatage usw. geprägt wurden, sich aber ebenso modernen Einflüssen nicht verschließen.

## Diskografie
- 2010: 3-Track-Demo (Demo, Eigenproduktion)
- 2014: Statues Fall (Album, Massacre Records)